# Rohusi
Rohusi (auch Rousi oder Rohusaar genannt) ist eine estnische Insel in der Ostsee, gelegen im Finnischen Meerbusen.
Rohusi liegt in der Bucht von Kolga. Sie gehört verwaltungsmäßig zur Gemeinde Jõelähtme im Kreis Harju. Die Größe der Insel beträgt 10,1 Hektar.
Rohusaar ist heute in Privatbesitz. Sie gehört der Firma des Unternehmers und ehemaligen estnischen Ministerpräsidenten Tiit Vähi.